# コクーン歌舞伎
コクーン歌舞伎(コクーンかぶき)は、東京・渋谷のBunkamura内の劇場、シアターコクーンで行われる歌舞伎公演である。
1994年5月、歌舞伎役者の十八代目中村勘三郎（初演時は五代目中村勘九郎）、
三代目中村橋之助らが『東海道四谷怪談』を上演したのが始まりである。その後も勘三郎、九代目中村福助、橋之助、二代目中村勘太郎(現六代目中村勘九郎)、
二代目中村七之助をはじめとする花形役者・若手役者が出演して、1〜2年に一回、約1ヶ月間の公演が行われている。2005年の公演には、襲名公演の期間中であった勘三郎は出演せず、福助、橋之助が中心となって『桜姫』が上演された。

## 特色
- 古典歌舞伎の演目を新たな演出で上演する公演である。
- 本水、本泥の使用や、石野卓球、椎名林檎ら現代のポップミュージシャンを起用した演出が話題になった。
- 1階席の前方には、椅子ではなく座布団に座る「平場席」が設けられる。
- 客席での飲食が認められている。（シアターコクーンでは、通常は客席での飲食を禁止している）

## 演出家
1996年の『夏祭浪花鑑』以降は、初演時にシアターコクーンの芸術監督だった串田和美が演出を担当している。
串田は、2006年の『東海道四谷怪談・北番』で、読売演劇大賞最優秀演出家賞を受賞した。

## 上演記録
|        | 上演年月     | 演目                             | 備考                                                                              |
| ------ | ------------ | -------------------------------- | --------------------------------------------------------------------------------- |
| 第1弾  | 1994年5月    | 『東海道四谷怪談』               |                                                                                   |
| 第2弾  | 1996年8月    | 『夏祭浪花鑑』                   |                                                                                   |
| 第3弾  | 1998年9月    | 『盟三五大切』（南番・北番）     | 五代目中村勘九郎(当時)、三代目中村橋之助(当時)の配役を入れ替えた2バージョンを上演 |
| 第4弾  | 2001年6月    | 『三人吉三』                     |                                                                                   |
| 第5弾  | 2003年6月    | 『夏祭浪花鑑』                   | 再演                                                                              |
| 第6弾  | 2005年6月    | 『桜姫』                         |                                                                                   |
| 第7弾  | 2006年3～4月 | 『東海道四谷怪談』（南番・北番） | 再演（南番） 台本、配役、演出などの異なる新作（北番）も上演                       |
| 第8弾  | 2007年6月    | 『三人吉三』                     | 再演 椎名林檎の新譜『玉手箱』をメインテーマ曲に使用                               |
| 第9弾  | 2008年6月    | 『夏祭浪花鑑』                   | 再々演 平成中村座ヨーロッパ公演凱旋記念公演として上演                             |
| 第10弾 | 2009年7月    | 『桜姫』                         | 再演 同年6月公演の現代劇版『桜姫』との連続上演                                    |
| 第11弾 | 2010年6月    | 『佐倉義民傳』                   | 結果的に十八代目勘三郎が主演したのはこれが最後となった                            |
| 第12弾 | 2011年6月    | 『盟三五大切』                   |                                                                                   |
| 第13弾 | 2012年6～7月 | 『天日坊』                       | 原作：河竹黙阿弥「吾嬬下五十三次駅」、脚本：宮藤官九郎 主演：六代目中村勘九郎     |
| 第14弾 | 2014年6月    | 『三人吉三』                     |                                                                                   |
| 第15弾 | 2016年2月    | 『四谷怪談』                     |                                                                                   |
| 第16弾 | 2018年5月    | 『切られの与三』                 | 原作：瀬川如皐「与話情浮名横櫛」、補綴：木ノ下裕一 主演：二代目中村七之助         |
| 第17弾 | 2021年5月    | 『夏祭浪花鑑』                   | 主演：六代目中村勘九郎                                                            |
| 第18弾 | 2022年2月    | 『天日坊』                       | 第13弾の再演                                                                      |